# Новочадово
Новоча́дово — село в Атюрьевском районе Республики Мордовия. Является административным центром Новочадовского сельского поселения.

## История
В селе находится церковь Покрова Пресвятой Богородицы построенная не ранее 1858 года, а также Дом культуры.
Расположено на автотрассе Торбеево—Темников, в 8 км от районного центра и 40 км от железнодорожной станции Торбеево. Название-антропоним: от дохристианского мордовского имени Оцяд (Ачада, Очада). В «Книге письма и дозору Ивана Усова да Ильи Дубровского 1614 году» упоминается как с. Вочасово (Ачасово), позднее — Ачадово. Для отличия от мокшанского села Ачадова русское село стали называть Новочадово. Первыми владельцами земель на поместном праве были служилые люди Еникеевы. В 1630-х гг. была построена церковь. По данным 1635 г., в селе жили татары: «А за большим сыном князя Брюшеева мурзы Темерказыя велети поместья оставить в Темниковском сельце Очадове…». В 1680-х гг. часть помещиков приняла православие. В «Списке населённых мест Тамбовской губернии» (1866) Новочадово — село владельческое из 58 дворов Темниковского уезда; имелись 2 церкви, мельница. В 1930-х гг. был образован колхоз, с 1965 г. — совхоз, с 1992 г. — СХПК «Красное знамя» (мясо-молочное животноводство, овцеводство). В современном селе — основная школа, библиотека, Дом культуры, участковая больница, аптека, магазин, пекарня, столовая; памятник воинам, погибшим в годы Великой Отечественной войны; Покровская церковь (1858).

## Население
| 2002 | 2010 |
| ---- | ---- |
| 323  | ↗395 |

Национальный состав
Согласно результатам Всероссийской переписи населения 2002 года, в национальной структуре населения русские составляли 43 %, мордва — 55 %.